# 진산군
| Daedongyeojido (Gyujanggak) 16-04.jpg |  |
|                                       |  |

진산군(珍山郡)은 충청남도 금산군 서부의 옛 군이었다. 현대의 금산군 진산면을 중심으로, 복수면, 추부면 영역에 해당한다.

## 역사
본래 백제의 진동현(珍同縣, 珍洞縣)으로, 신라 영토가 된 이후 황산군(연산군)의 영현이 되었다. 고려 때 진례현(금산군)에 내속시켰으나 공양왕 2년(1390년)에 고산군 감무가 겸하게 하였고, 조선 태조 2년(1393년) 태조의 태실이 만인산에 묻히면서 진주(珍州)로 승격하여 지사관(知事官)을 두었다. 태종 13년(1413년) 진산군이 되었고, 세조 12년(1466년) 지군사를 군수로 바꾸었다. 정조 15년부터 20년까지(1791~1796) 천주교 신자로서 조상의 신주를 불태웠던 윤지충·권상연의 사형 집행(신해박해)으로 한시적으로 현으로 강등되었다. 1895년 공주부 진산군, 1896년 전라북도 진산군이 되었으며 1914년 금산군에 통합되었다.

## 구역 대조

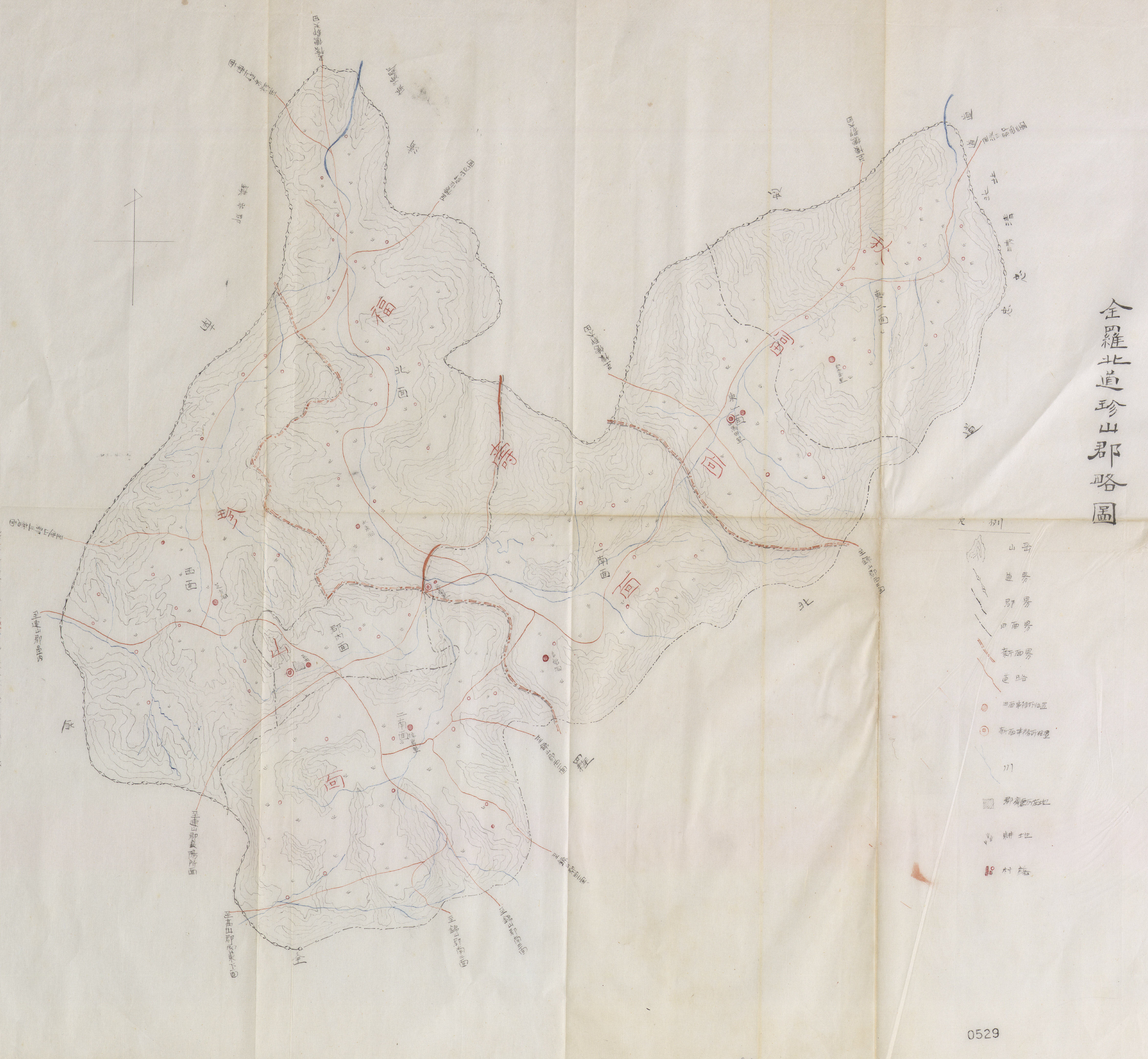
1914년 구 진산 지역 면 폐합도

| 구한말        | 1914년        | 현재          | 현재                                                   |
| ------------- | ------------- | ------------- | ------------------------------------------------------ |
| 진산군 군내면 | 금산군 진산면 | 금산군 진산면 | 읍내리, 교촌리                                         |
| 진산군 서면   | 금산군 진산면 | 금산군 진산면 | 묵산리, 행정리, 두지리, 지방리, 막현리                 |
| 진산군 이남면 | 금산군 진산면 | 금산군 진산면 | 만악리, 엄정리, 삼가리, 부암리, 석막리, 오항리         |
| 진산군 북면   | 금산군 복수면 | 금산군 복수면 | 곡남리, 수영리, 목소리, 백암리, 구례리, 신대리, 지량리 |
| 진산군 일남면 | 금산군 복수면 | 금산군 복수면 | 용진리, 다복리, 곡남리                                 |
| 진산군 일남면 | 금산군 복수면 | 금산군 추부면 | 용지리                                                 |
| 진산군 동일면 | 금산군 추부면 | 금산군 추부면 | 추정리, 마전리, 비례리, 자부리, 장대리                 |
| 진산군 동이면 | 금산군 추부면 | 금산군 추부면 | 요광리, 신평리, 성당리, 서대리                         |

## 참고 문헌
- 고려사 지리지 (권57), 진례현
- 세종실록 지리지 (권151), 진산군
- 진산 - 한국민족문화대백과사전

## 같이 보기
- 진산향교